# 吉布提驻华大使馆
吉布提驻华大使馆（阿拉伯语：‎），是吉布提共和国在中华人民共和国的最高外交代表机构。馆址位于中国北京市朝阳区新东路1号塔园外交公寓1-1-122。

## 历史
1979年1月8日，吉布提政府与中华人民共和国建交。1990年，開始派遣駐華大使，由吉布提驻日本大使兼任。2001年，吉布提驻华大使馆在北京正式开馆并开始派遣常驻大使。